# Навашин, Михаил Сергеевич
Михаил Сергеевич Нава́шин (1896—1973) — советский цитолог и цитогенетик.
Впервые получил хромосомные транслокации у растений, выдвинул «дислокационную» гипотезу о роли транслокаций в изменении основного числа хромосом в эволюции. Первым провёл тщательный анализ хромосом человека.

## Биография
Родился в Киеве 27 февраля (10 марта) 1896 года в семье С. Г. Навашина.
В 1918 году окончил агрономический факультет Киевского политехнического института. В 1920—1924 годах работал в Тбилисском Политехническом институте, в 1924—1937 годах — в Биологическом институте им. К. Тимирязева в Москве (в период с 1927 по 1929 год был в заграничной командировке на стажировке в Калифорнийском университете в Беркли), в 1934—1937 годах — директор Ботанического сада Московского университета, в 1937—1941 годах — в Институте генетики АН СССР, в 1941—1948 годах — в Институте цитологии, гистологии и эмбриологии АН СССР, в 1948—1969 годах — в Ботаническом институте АН СССР, в 1955 году был избран заведующим кафедрой генетики и селекции Ленинградского университета, тогда же он подписал «Письмо трёхсот». В 1969—1973 годах Навашин работал в Институте химической физики АН СССР.

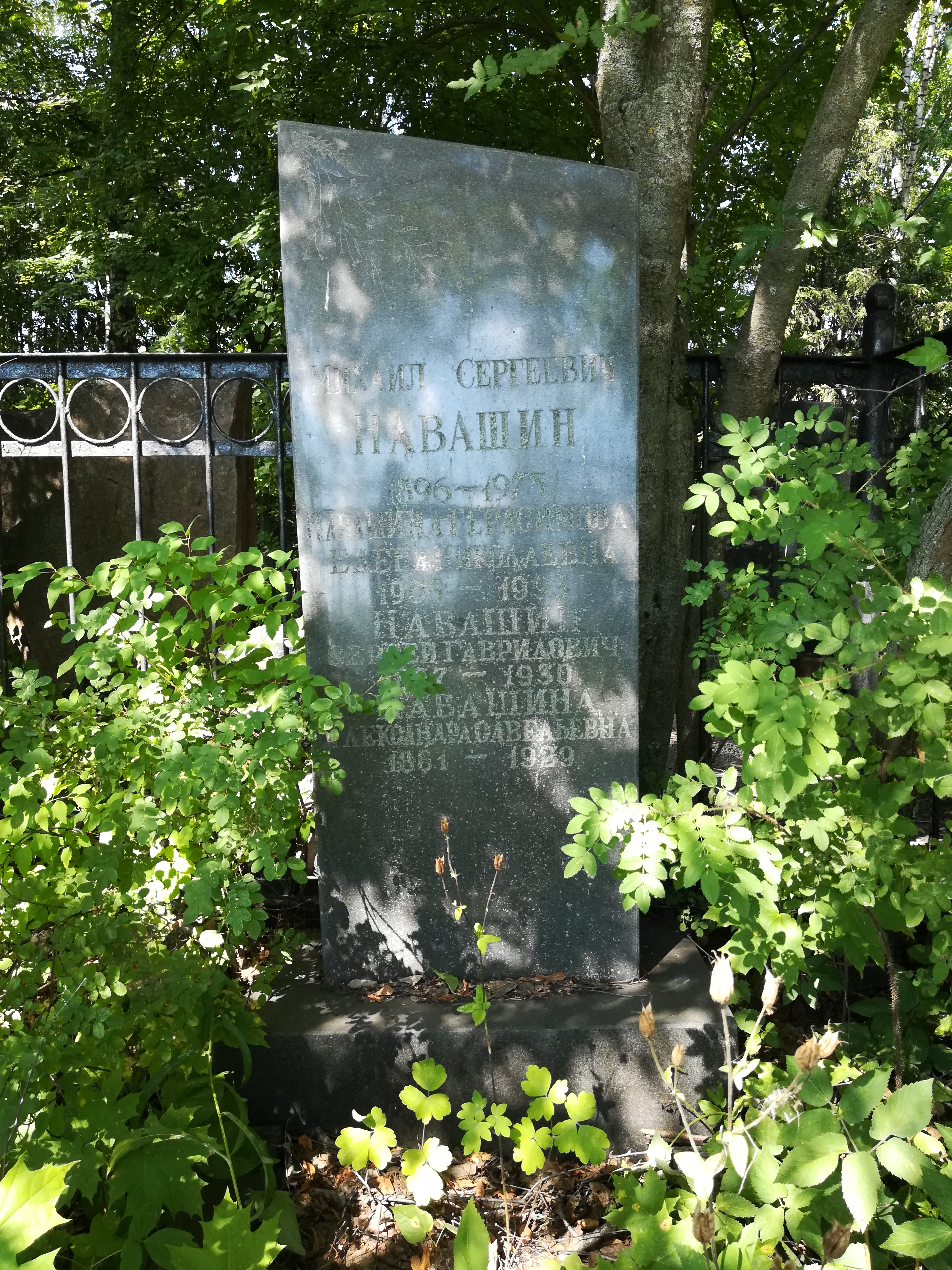
Могила на Переделкинском кладбище

Умер в Москве 28 сентября 1973 года. Похоронен на Переделкинском кладбище.

## Научная деятельность
Основное направление научных исследований — цитогенетика растений. В первой же своей работе первым цитологически доказал триплоидную природу эндосперма. М. С. Навашин — автор ряда работ по морфологии клеточного ядра в связи с вопросами видообразования, индивидуальной изменчивости хромосом в эволюционном аспекте, цитологии отдалённых гибридов. Получив в результате серии скрещиваний гибридное растение. у которого цитоплазма была от вида Crepis tectorum, а все хромосомы ядра из кариотипа Crepis alpina, показал, что морфологические признаки, по которым различаются эти виды, определяются единственно ядром. Изучал вопросы, связанные с возникновением спонтанных мутаций и гаплоидных (полиплоидных) форм. Впервые описал явление амфипластии — изменение морфологии хромосом гибридов в сравнении с морфологией хромосом родительских видов и, в частности, явление ядрышкового доминирования. Руководил исследованиями по выяснению роли полиплоидии в морфо- и видообразовании, цитологии полиплоидов; автор полиплоидного сорта коксагыза. Изучал динамику клеточного деления и влияния на клетку физических и химических факторов. По инициативе М. С. Навашина была создана полнейшая в своё время сводка о всех известных хромосомных числах цветковых растений мировой флоры.

## Любительское телескопостроение
Был большим энтузиастом любительской астрономии. Его книга «Телескоп астронома-любителя», содержащая подробные инструкции по изготовлению телескопа-рефлектора в домашних условиях, явилась одной из настольных книг астронома-любителя в СССР и России. Книга была впервые издана в 1953 году значительным тиражом и выдержала несколько изданий. До переезда в 1949 году в Ленинград руководил техническим отделом (любительского телескопостроения) Московского отделения Всесоюзного астрономо-геодезического общества (ВАГО) при АН СССР. В 1970 году был избран почётным членом ВАГО.

## Членство в научных обществах
Член Германской академии естествоиспытателей «Леопольдина» (1965).
Член (с 1970 — почётный член) Всесоюзного астрономо-геодезического общества (ВАГО) при Академии наук СССР.

## Семья
Сын — Навашин, Сергей Михайлович (1924—1998) — российский микробиолог, академик АМН СССР.

## Память
25 апреля 1994 года в честь Михаила Навашина астероиду, открытому 15 октября 1985 года Н. С. Черных в Крымской астрофизической обсерватории, присвоено наименование «4472 Navashin».